# Khelil
Khelil (în arabă خليل) este o comună din provincia Bordj-Bou-Arreridj, Algeria.
Populația comunei este de 26.037 de locuitori (2008).